# Fernando Navarro Capdevila
Fernando Navarro Capdevila (n. 1884) fue un militar, marino y aviador español.

## Biografía
Nacido en 1884, a temprana edad ingresó en la Armada. Alférez de navío, desde 1913 también ostentó el título de piloto de la Aeronáutica naval. En los primeros tiempos de la Segunda República fue ayudante militar a las órdenes de Niceto Alcalá-Zamora, presidente de la República.
En julio de 1936, cuando se produjo el estallido de la Guerra civil, contaba con 52 años. Se mantuvo fiel al gobierno de la República, que le nombró jefe de la Flota republicana. Estableció su puesto de mando en el crucero Libertad, y se dirigió a Tánger, puerto donde se concentró la flota republicana para intentar bloquear el tráfico marítimo de los sublevados. Sin embargo, Navarro Capdevila no pudo adaptarse a la situación revolucionaria que reinaba en la flota republicana, por lo que el 31 de agosto de 1936 fue cesado y sustituido por el capitán de corbeta Miguel Buiza. Poco después fue nombrado agregado naval en la embajada española en Londres, a las órdenes del embajador Pablo de Azcárate. Desde ese cargo gestionaría posteriormente el regreso a la zona republicana del destructor José Luis Díez desde el Reino Unido.